# Robert Gesink

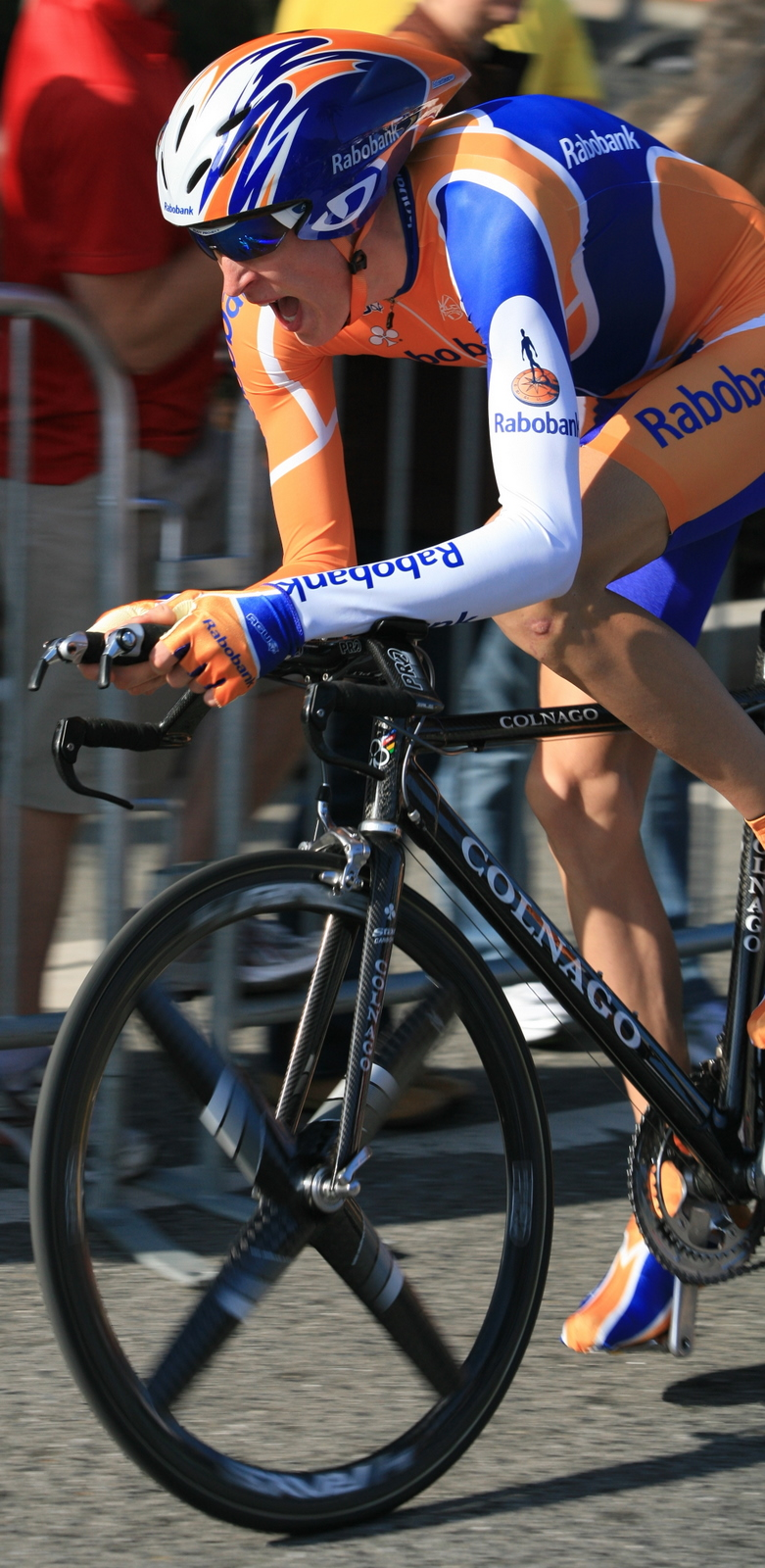
Robert Gesink a la Volta a Califòrnia de 2008

Robert Gesink (Varsseveld, 31 de maig de 1986) és un ciclista neerlandès, professional des del 2007 fins al 2024. Amb unes grans condicions per a la muntanya, va guanyar entre altres una etapa a la Volta a Espanya en l'edició del 2016.

## Biografia
Amb sols 21 anys el 2007 va demostrar les seves qualitats imposant-se en la classificació dels joves de la Volta a Califòrnia i amb una cinquena posició final de la Volta a Alemanya i una segona en la Volta a Polònia.
El 2008 va explotar, tot aconseguint una etapa a la Volta a Califòrnia i la classificació dels joves de la París-Niça. En aquesta mateixa temporada acabà quart a la Fletxa Valona i al Critèrium del Dauphiné Libéré. Als Jocs Olímpics de Pequín finalitzà en desena posició en la prova en ruta. Finalitzà la temporada amb una setena posició a la Volta a Espanya.
El 2009 fou un any complicat. Tots els esforços per fer un bon Tour de França se n'anaren a norris quan una caiguda en la 5a etapa li provocà una fractura de radi. La sisena posició final a la Volta a Espanya i la victòria al Giro de l'Emília tancaren la temporada.
El 2010 comença amb una cinquena posició a la Tirrena-Adriàtica, però una caiguda a la Volta al País Basc li fan perdre la temporada de clàssiques de primavera per concentrar-se en el Tour de França, en què acaba en cinquena posició final. El setembre guanya el Gran Premi Ciclista de Mont-real i posteriorment revalida el triomf al Giro de l'Emília.
El 2011 passa a ser el líder de l'equip, després de la marxa de Denís Ménxov. La temporada va començar amb una victòria al Tour d'Oman, la segona posició a la Tirrena-Adriàtica i tercer a la Volta al País Basc. Al Tour de França el resultat no fou l'esperat i acabà en 33a posició. Al Gran Premi Ciclista de Quebec, diputat el setembre, acabà segon rere Philippe Gilbert, però una posterior caiguda i fractura de fèmur fan que acabi la temporada abans d'hora.
Tornà de la lesió en la Volta a Andalusia, on acabà onzè. Posteriorment va disputar la Volta a Catalunya i les tres clàssiques de les Ardenes. Al maig va guanyar la Volta a Califòrnia. Per tal de preparar el Tour de França va disputar la Volta a Suïssa, en què acabà quart. Líder del Rabobank al Tour de França, Gesink acabà abandonant la cursa en acabar l'11a etapa. Posteriorment a la Volta a Espanya acabà en sisena posició.

## Palmarès
- 2004
  -  Campió dels Països Baixos de contrarellotge sub-19
- 2006
  - 1r a la Settimana Ciclistica Lombarda i vencedor d'una etapa
  - 1r al Circuito Montañés i vencedor d'una etapa
- 2007
  - Vencedor d'una etapa de la Volta a Bèlgica
  - Vencedor de la classificació dels joves de la Volta a Alemanya
  - Vencedor de la classificació dels joves de la Volta a Califòrnia
- 2008
  - Vencedor d'una etapa de la Volta a Califòrnia i de la classificació dels joves
  - Vencedor de la classificació dels joves de la París-Niça
- 2009
  - 1r al Giro de l'Emília
  - Vencedor de la classificació dels joves de la Volta a Califòrnia
- 2010
  - 1r al Gran Premi Ciclista de Mont-real
  - 1r al Giro de l'Emília
  - Vencedor d'una etapa de la Volta a Suïssa
  - Vencedor de la classificació dels joves de la Tirrena-Adriàtica
- 2011
  - 1r al Tour d'Oman i vencedor de 2 etapes i de la classificació dels joves
  - Vencedor de la classificació dels joves de la Tirrena-Adriàtica
- 2012
  - 1r a la Volta a Califòrnia i vencedor d'una etapa
- 2013
  - 1r al Gran Premi Ciclista de Quebec
- 2015
  - 1r a l'Acht van Chaam
- 2016
  - Vencedor d'una etapa de la Volta a Espanya

### Resultats al Tour de França
- 2009. No surt a la 6a etapa
- 2010. 6è de la classificació general
- 2011. 33è de la classificació general
- 2012. No surt (12a etapa)
- 2013. 26è de la classificació general
- 2015. 6è de la classificació general
- 2017. Abandona (9a etapa)
- 2018. 31è de la classificació general
- 2020. 42è de la classificació general
- 2021. Abandona (3a etapa)

### Resultats a la Volta a Espanya
- 2008: 7è de la classificació general
- 2009: 6è de la classificació general
- 2012: 6è de la classificació general
- 2014: No surt (18a etapa)
- 2016. 34è de la classificació general. Vencedor d'una etapa
- 2019. 27è de la classificació general
- 2020. 35è de la classificació general
- 2022. 41è de la classificació general
- 2023. 52è de la classificació general
- 2024: 52è de la classificació general

### Resultats al Giro d'Itàlia
- 2013. No surt (20a etapa)
- 2018. 23è de la classificació general
- 2024. No surt (2a etapa)